# Nicolás Gorobsov
Nicolás Martín Gorobsov (San Pedro, 25 novembre 1989) è un calciatore argentino, centrocampista dell'Marina di Gioiosa.

## Caratteristiche tecniche
Destro naturale, nasce come trequartista, ma durante la militanza nelle file del Vicenza si ritaglia il ruolo di regista.

## Carriera

### L'arrivo in Italia
Gorobsov si trasferisce dall'Argentina in Italia all'età di 14 anni. Il suo primo club italiano è il Vicenza, dove gioca nella squadra primavera. Il suo esordio in Serie B avviene nel corso dell'ultima giornata di campionato, il 1º giugno 2008. Notato dall'allenatore Angelo Gregucci, nella stagione successiva viene inserito in pianta stabile in prima squadra, chiudendo l'annata con 15 presenze.
Nel luglio del 2009 si trasferisce per 400.000 euro più il cartellino di Saša Bjelanović al Torino. Fra i granata non riesce però a mostrare le sue qualità e, pur scendendo in campo per 15 volte nel corso della stagione, si ritrova già nel mese di febbraio ai margini della rosa, in seguito all'acquisto di Gaël Genevier nel mercato invernale.
Nell'estate 2010 Torino e Vicenza rinnovano la sua comproprietà. Gorobsov, desideroso di riscatto, va in ritiro con il Torino, ma nell'ultimo giorno del mercato estivo viene ceduto al Cesena.
L'esperienza in Romagna si rivela negativa. Con i bianconeri, Gorobsov disputa solamente 2 partite: una in Coppa Italia e una in campionato, il 22 maggio 2011, giorno del suo debutto in Serie A.

### Il prestito in Romania
Il giocatore rientra in Piemonte nell'estate 2011, ma viene ceduto nella seconda serie romena, in prestito al Politehnica Timisoara, dove chiude una stagione senza acuti con 14 presenze totali.

### Il ritorno in Italia
Nel giugno del 2012, a seguito della mancata offerta da parte del Vicenza, il Torino acquisisce l'intero cartellino di Gorobsov. Nel club granata però, non c'è posto per lui, e così Gorobsov rimane in pratica fuori rosa per tutta la prima parte della stagione. Nel corso del mercato invernale, si trasferisce alla Nocerina, in prestito con diritto di riscatto per la comproprietà. In Campania gioca 11 partite, solamente 2 da titolare, e la società rossonera decide di non esercitare l'opzione nei suoi confronti.

### Il ritorno in Romania
Nell'estate del 2013, torna ancora una volta a Torino, ma non rientrando nei piani della società, viene ceduto nuovamente in prestito in Romania, al Poli Timisoara, squadra che ha ereditato il titolo sportivo del club in cui Gorobsov aveva militato due anni prima. Esordisce in Liga I il 10 agosto 2013, e viene finalmente impiegato con continuità. Il 21 ottobre segna il suo primo gol da professionista contro l'U Cluj. Termina quindi un'annata positiva con 24 presenze e 2 gol. Nel luglio 2014, rescinde il contratto che lo legava al Torino e si accasa ancora in Romania, al Targu Mures.

## Statistiche

### Presenze e reti nei club
Statistiche aggiornate al 4 maggio 2025.
| Stagione           | Squadra            | Campionato         | Campionato | Campionato | Coppe nazionali | Coppe nazionali | Coppe nazionali | Coppe europee | Coppe europee | Coppe europee | Altre coppe | Altre coppe | Altre coppe | Totale | Totale | Totale |
| Stagione           | Squadra            | Comp               | Pres       | Reti       | Comp            | Pres            | Reti            | Comp          | Pres          | Reti          | Comp        | Pres        | Reti        | Pres   | Reti   |        |
| ------------------ | ------------------ | ------------------ | ---------- | ---------- | --------------- | --------------- | --------------- | ------------- | ------------- | ------------- | ----------- | ----------- | ----------- | ------ | ------ | ------ |
| 2007-2008          | Vicenza            | B                  | 1          | 0          | CI              | 0               | 0               | -             | -             | -             | -           | -           | -           | 1      | 0      |        |
| 2008-2009          | Vicenza            | B                  | 15         | 0          | CI              | 0               | 0               | -             | -             | -             | -           | -           | -           | 15     | 0      |        |
| Totale Vicenza     | Totale Vicenza     | Totale Vicenza     | 16         | 0          |                 | 0               | 0               |               | -             | -             |             | -           | -           | 16     | 0      |        |
| 2009-2010          | Torino             | B                  | 14         | 0          | CI              | 1               | 0               | -             | -             | -             | -           | -           | -           | 15     | 0      |        |
| ago. 2010          | Torino             | B                  | 1          | 0          | CI              | 1               | 0               | -             | -             | -             | -           | -           | -           | 2      | 0      |        |
| ago. 2010-2011     | Cesena             | A                  | 1          | 0          | CI              | 1               | 0               | -             | -             | -             | -           | -           | -           | 2      | 0      |        |
| 2011-2012          | Pol. Timișoara     | L2                 | 12         | 0          | CR              | 2               | 0               | -             | -             | -             | -           | -           | -           | 14     | 0      |        |
| 2012-gen. 2013     | Torino             | A                  | 0          | 0          | CI              | 0               | 0               | -             | -             | -             | -           | -           | -           | 0      | 0      |        |
| Totale Torino      | Totale Torino      | Totale Torino      | 15         | 0          |                 | 2               | 0               |               | -             | -             |             | -           | -           | 17     | 0      |        |
| gen.-giu. 2013     | Nocerina           | 1D                 | 10+1       | 0          | CI+CI-LP        | -               | -               | -             | -             | -             | -           | -           | -           | 11     | 0      |        |
| 2013-2014          | ACS Poli Timișoara | L1                 | 24         | 2          | CR              | 0               | 0               | -             | -             | -             | -           | -           | -           | 24     | 2      |        |
| 2014-2015          | Târgu Mureș        | L1                 | 28         | 0          | CR+CdL          | 2+0             | 1               | -             | -             | -             | -           | -           | -           | 30     | 1      |        |
| 2015-2016          | Târgu Mureș        | L1                 | 21+8       | 1+3        | CR+CdL          | 4+1             | 1+0             | UEL           | 2             | 0             | SR          | 1           | 0           | 37     | 5      |        |
| 2016-feb. 2017     | Hapoel Tel Aviv    | Lh                 | 5          | 0          | CI+CdL          | 0+4             | 0               | -             | -             | -             | -           | -           | -           | 9      | 0      |        |
| mar.-giu. 2017     | Târgu Mureș        | L1                 | 0+11       | 1          | CR+CdL          | -               | -               | -             | -             | -             | -           | -           | -           | 11     | 1      |        |
| Totale Târgu Mureș | Totale Târgu Mureș | Totale Târgu Mureș | 49+19      | 1+4        |                 | 7               | 2               |               | 2             | 0             |             | 1           | 0           | 78     | 7      |        |
| 2018               | Miami United       | NPSL               | 0          | 0          | USOC            | 4               | 2               | -             | -             | -             | -           | -           | -           | 4      | 2      |        |
| 2018-2019          | Concordia Chiajna  | L1                 | 24+12      | 1+3        | CR              | 0               | 0               | -             | -             | -             | -           | -           | -           | 36     | 4      |        |
| 2019-2020          | Voluntari          | L1                 | 23+8       | 0          | CR              | 2               | 0               | -             | -             | -             | -           | -           | -           | 33     | 0      |        |
| 2020               | Sūduva             | A                  | 5          | 2          | CL              | 2               | 0               | UEL           | 1             | 0             | SL          | -           | -           | 8      | 2      |        |
| 2021               | Sūduva             | A                  | 32         | 5          | CL              | 2               | 0               | UECL          | 4             | 1             | -           | -           | -           | 38     | 6      |        |
| Totale Sūduva      | Totale Sūduva      | Totale Sūduva      | 37         | 7          |                 | 4               | 0               |               | 5             | 1             |             | -           | -           | 46     | 8      |        |
| 2022               | Žalgiris           | A                  | 30         | 3          | CL              | 3               | 0               | UCL+UEL+UECL  | 6+2+6         | 0             | SL          | 1           | 0           | 48     | 3      |        |
| 2023               | Žalgiris           | A                  | 26         | 1          | CL              | 1               | 0               | UCL+UEL+UECL  | 4+2+1         | 0             | SL          | 1           | 0           | 35     | 1      |        |
| Totale Žalgiris    | Totale Žalgiris    | Totale Žalgiris    | 56         | 4          |                 | 4               | 0               |               | 21            | 0             |             | 2           | 0           | 83     | 4      |        |
| 2024               | Panevėžys          | A                  | 28         | 3          | CL              | 1               | 0               | UCL+UEL+UECL  | 4+2+1         | 1+0+0         | SL          | 1           | 0           | 37     | 4      |        |
| 2024-2025          | Avezzano           | D                  | 9          | 0          | CI-D            | 0               | 0               | -             | -             | -             | -           | -           | -           | 9      | 0      |        |
| Totale carriera    | Totale carriera    | Totale carriera    | 349        | 25         |                 | 31              | 4               |               | 35            | 2             |             | 4           | 0           | 419    | 31     |        |

## Palmarès

### Club

#### Competizioni nazionali
- Campionato lituano: 1

Žalgiris: 2022
- Coppa di Lituania: 1

Žalgiris: 2022
- Supercoppa di Lituania: 1

Žalgiris: 2023